# دونالد كاي
دونالد كاي (بالإنجليزية: Alick Kay)‏ هو سياسي أسترالي، ولد في 3 أكتوبر 1884 في أستراليا، وتوفي في 4 فبراير 1961. انتخب عضو الجمعية التشريعية نيو ساوث ويلز.